# 菱刈隆
菱刈隆（日语：／ Hishikari Takashi、1871年12月27日（明治4年11月16日）—1952年7月31日）幼名幸吉，為日本陸軍軍人。最終階級為陸軍大將。

## 經歷
薩摩藩士、菱刈八郎太的三男。就讀過成城學校。1894年（明治27年）7月、陸軍士官學校（5期）畢業。同年9月、任官陸軍少尉，甲午戰爭時擔任步兵第3連隊付隨隊參戰。1902年（明治35年）11月、陸軍大學校（16期）畢業。歷任步兵第26連隊中隊長、陸軍戶山學校教官、台灣總督府參謀。日俄戰爭時、任第1軍參謀隨隊參戰。
歷任戶山學校教官、教育總監部課員、出差歐洲、陸軍省軍務局課員、陸軍步兵學校教官、步兵第4連隊長、第2師團參謀長等職務。1918年（大正7年）7月、進級陸軍少將、擔任過步兵第23旅團長、戶山學校長等值職。1923年（大正12年）8月、進級陸軍中將。歷任由良要塞司令官、第8師團長、第4師團長等職。1928年8月10日、擔任台灣軍司令官。1929年（昭和4年）8月、進級陸軍大將。1930年6月2日調任关东军司令官。歷任軍事參議官、滿州國大使等職務。1935年（昭和10年）8月、編入預備役。1941年（昭和16年）4月退役。
退役後擔任大日本忠靈顯彰會會長（參考忠靈塔）、大日本劍道會會長等職務。

## 相關電影
- 高松英郎：電影『末代皇帝』（1987年、貝納多·貝托魯奇監督、意大利・英國・中華人民共和國）
- 紀維時：電視劇『末代皇帝』（1988年、中華人民共和國）